# Luchthaven Severo-oeralsk
Luchthaven Severo-oeralsk (Russisch: Аэропорт Североуральск) is een luchthaven op 6 kilometer ten zuidoosten van de Russische plaats Tsjeremoechovo in het noorden van de oblast Sverdlovsk. De luchthaven is geschikt voor kleine transportvliegtuigen, zoals de An-24, An-26 en de Jak-40.